# Трансильванский университет (Лексингтон)
Трансильванский университет (англ. Transylvania University) — частный университет, расположен в г. Лексингтон штат Кентукки, США. Является членом Южной ассоциации колледжей и школ США (Southern Association of Colleges and Schools).

## История
Основан в 1780 году и был первым университетом в Кентукки. Название Трансильвания, что на латыни означает «через лес», происходит от основания университета в густо засаженном деревьями регионе западной Вирджинии, известной как Трансильванская колония, которая в 1792 году стала большей частью штата Кентукки. Изначально было связано с движением Ученики Христа.
Готовило специалистов в области гуманитарных наук. Трансильванский университет — альма-матер двух вице-президентов США, двух судей Верховного суда США, 50 сенаторов США, 101 члена палаты представителей США, 36 губернаторов США, 34 послов США и одного президента Конфедеративных Штатов Америки, что делает его крупным вузом, выпустившим ряд государственных деятелей США.
Обучение ведется по 38 основным и 37 иным специальностям на четырех факультетах: искусствоведения, гуманитарные науки, естественные науки и математика, а также социальные науки.

## Известные выпускники и преподаватели
- Атчисон, Дэвид Райс, сенатор
- Битти, Нед, актёр
- Блэр, Фрэнсис Престон, политик
- Блэр, Фрэнсис Престон (младший), военный деятель, член Палаты представителей и Сената
- Блэкберн, Люк Прайор, губернатор штата Кентукки
- Брекинридж, Джон Кэбелл, вице-президент США
- Бун, Леви, мэр Чикаго
- Джонсон, Ричард Ментор, вице-президент США
- Джонстон, Альберт Сидни, военный деятель
- Дэвис, Джефферсон, Президент Конфедеративных Штатов Америки
- Келлог, Альберт, учёный-ботаник
- Клей, Генри, юрист
- Кук, Генри Дэвид, финансист, губернатор единого округа Колумбия
- Остин, Стивен Фуллер, один из основателей Техаса
- Рафинеск, Константин Самюэль, учёный-натуралист
- Ричардсон, Уильям Александр, губерна́тор Небра́ски
- Робертсон, Жером, военный деятель, медик
- Харлан, Джон Маршалл, политик, член Верховного суда США
- Харт, Джоэл Таннер, скульптор
- Хэйес, Ричард, член Палаты представителей

## В культуре
- Истории ограбления библиотеки Университета Трансильвании в Лексингтоне, штат Кентукки, в 2004 году посвящён фильм «Американские животные» (2018, реж. Барт Лэйтон)
- Действие романа «Вся королевская рать» писателя Роберта Пенна Уоррена частично происходит в Трансильванском университете.

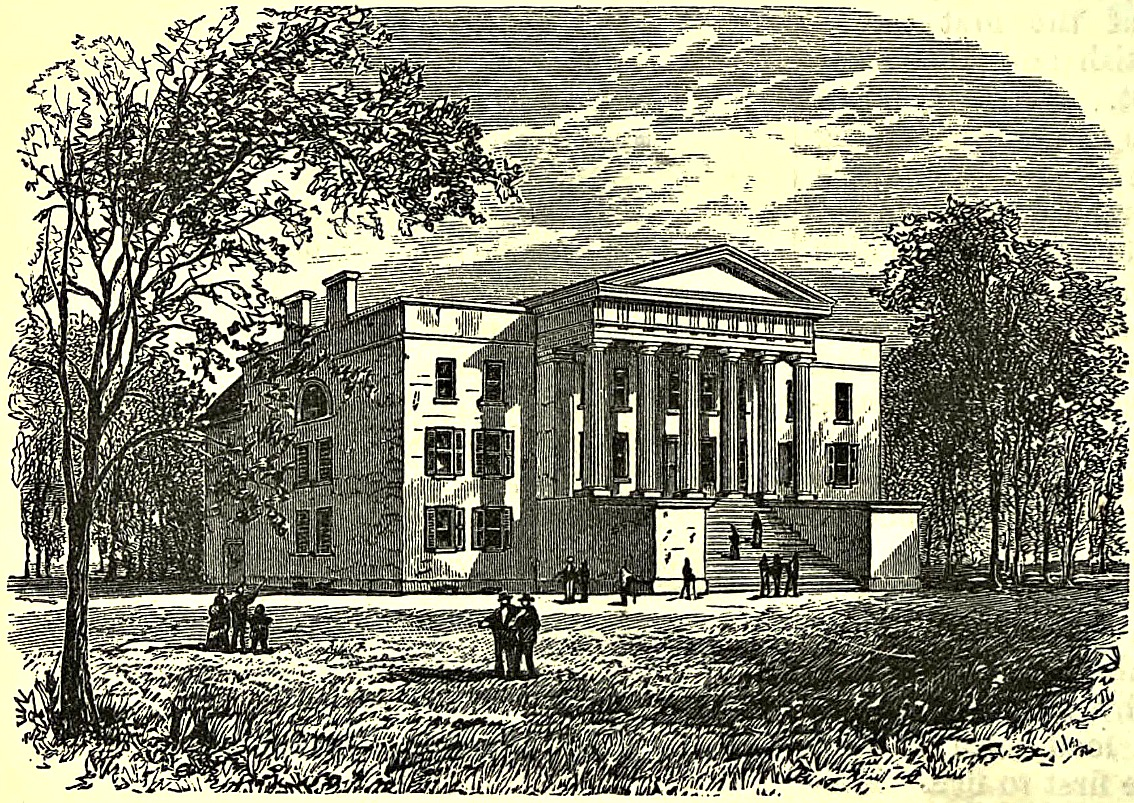
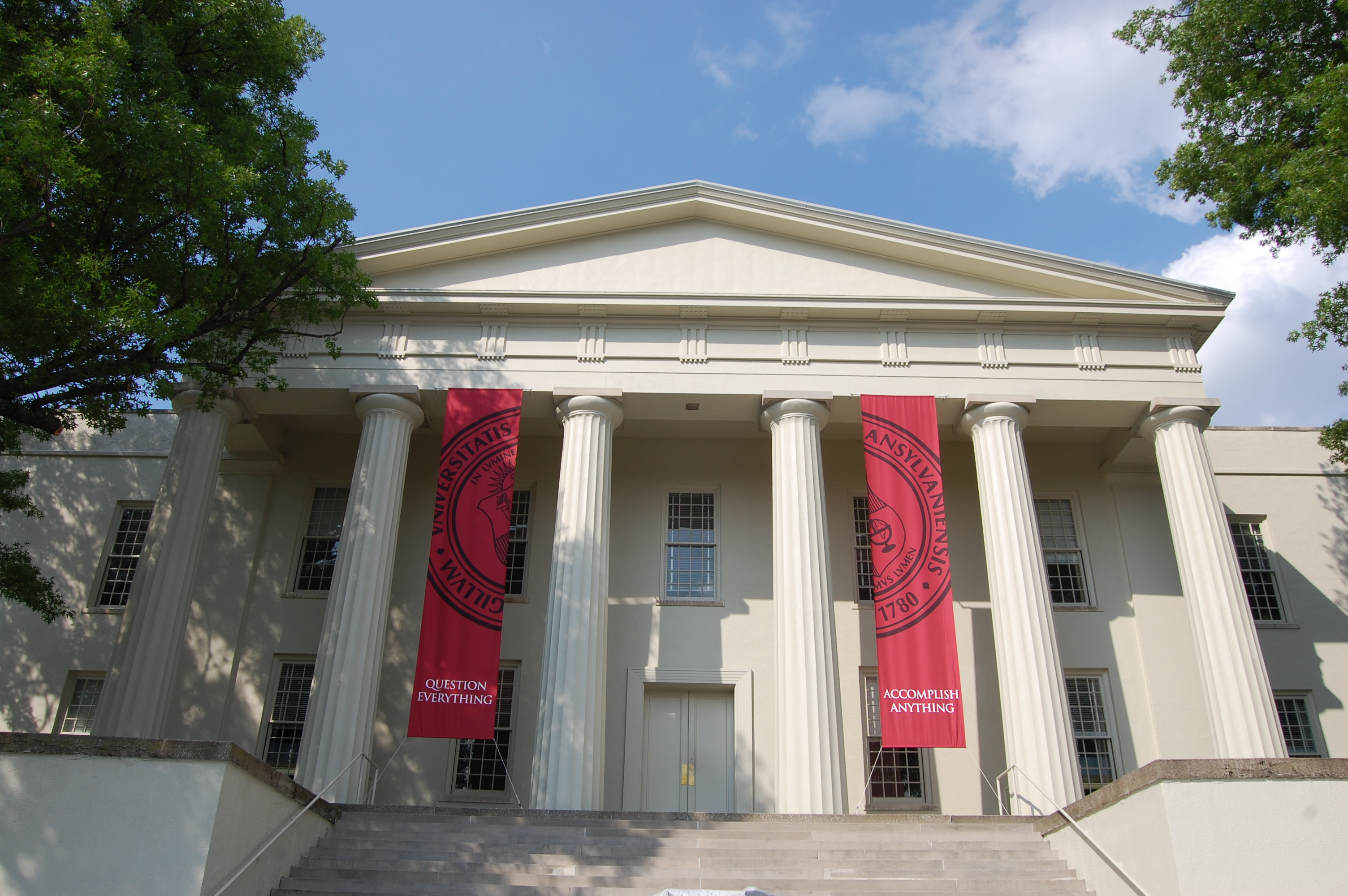
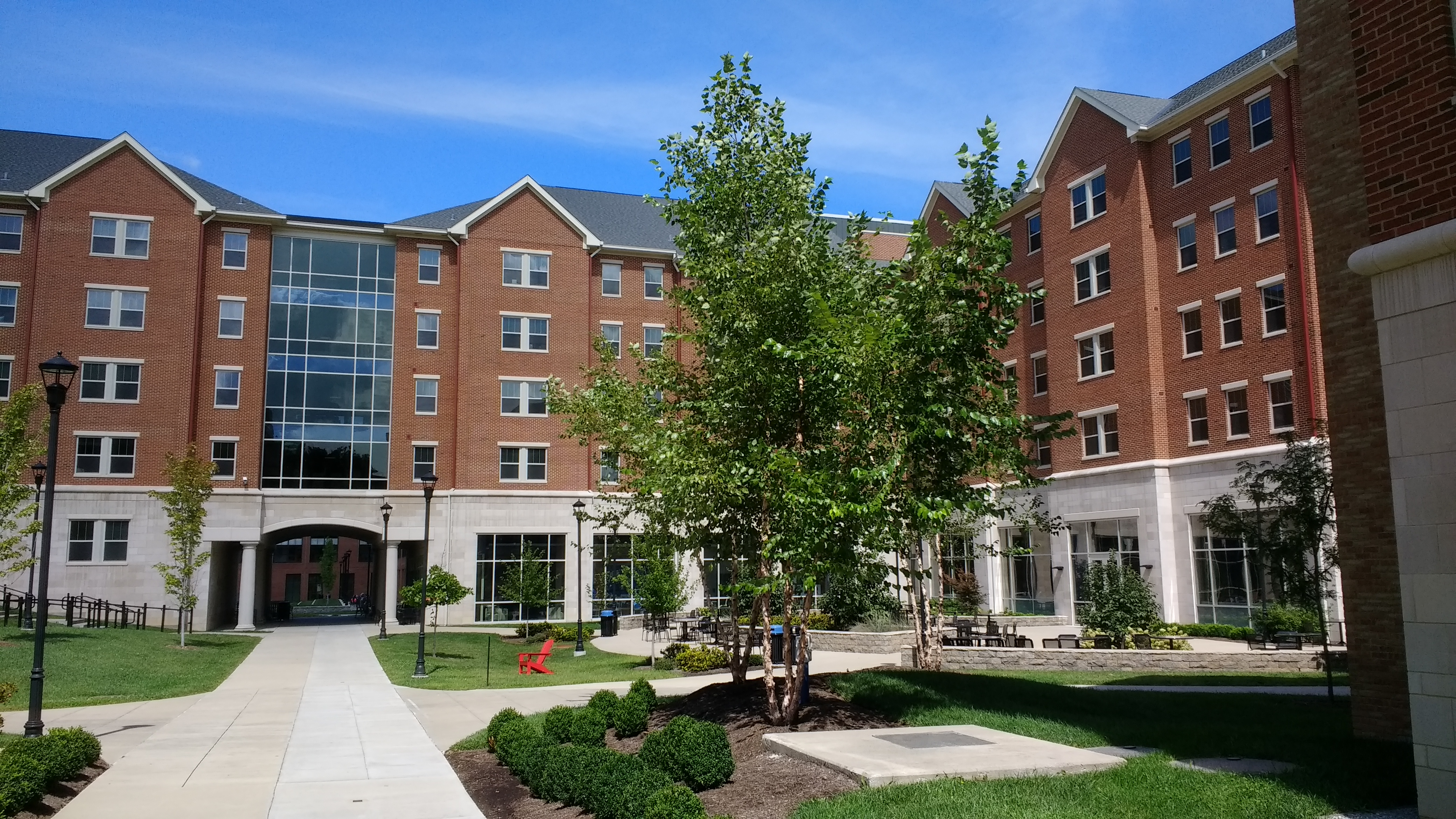
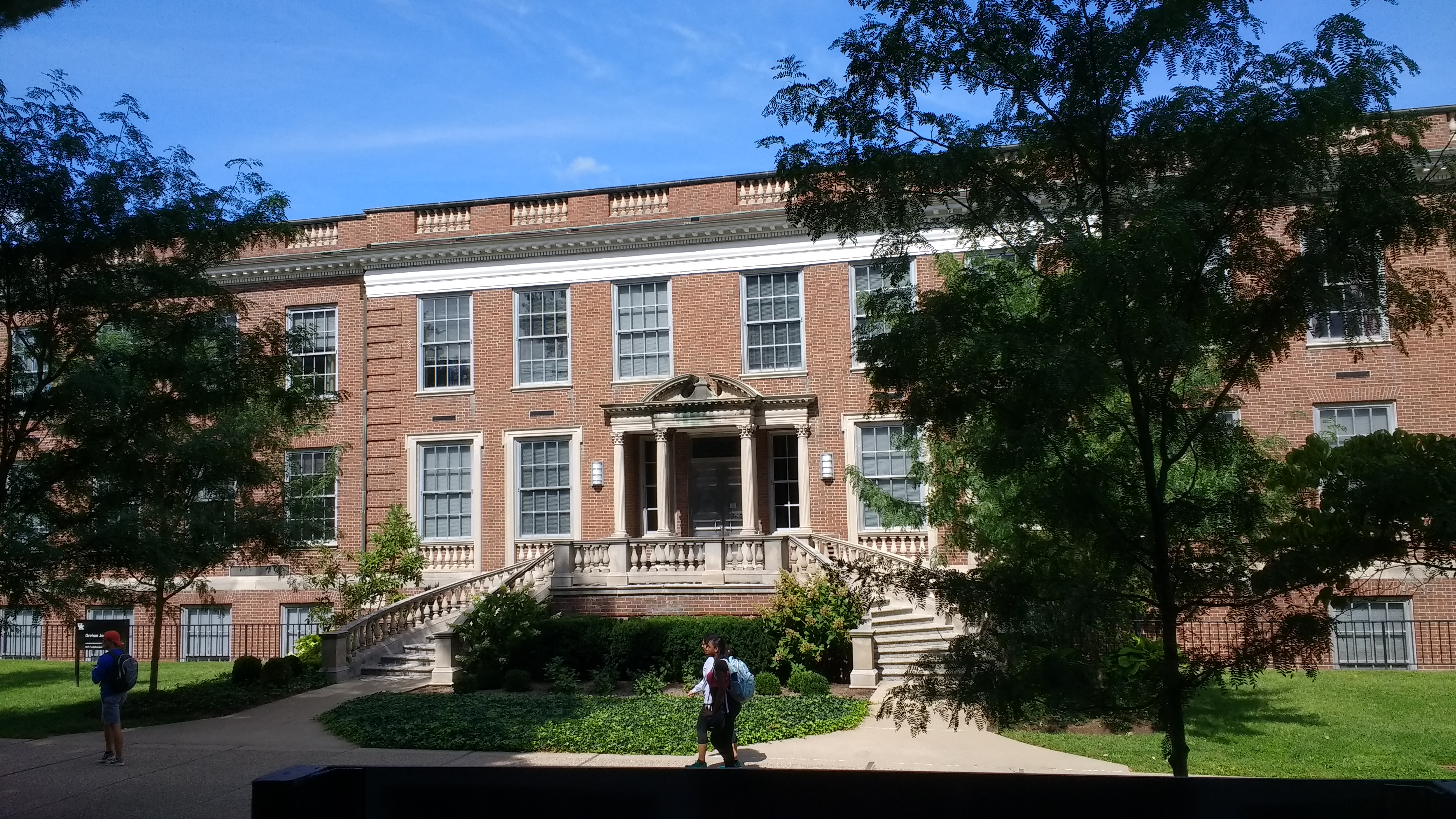
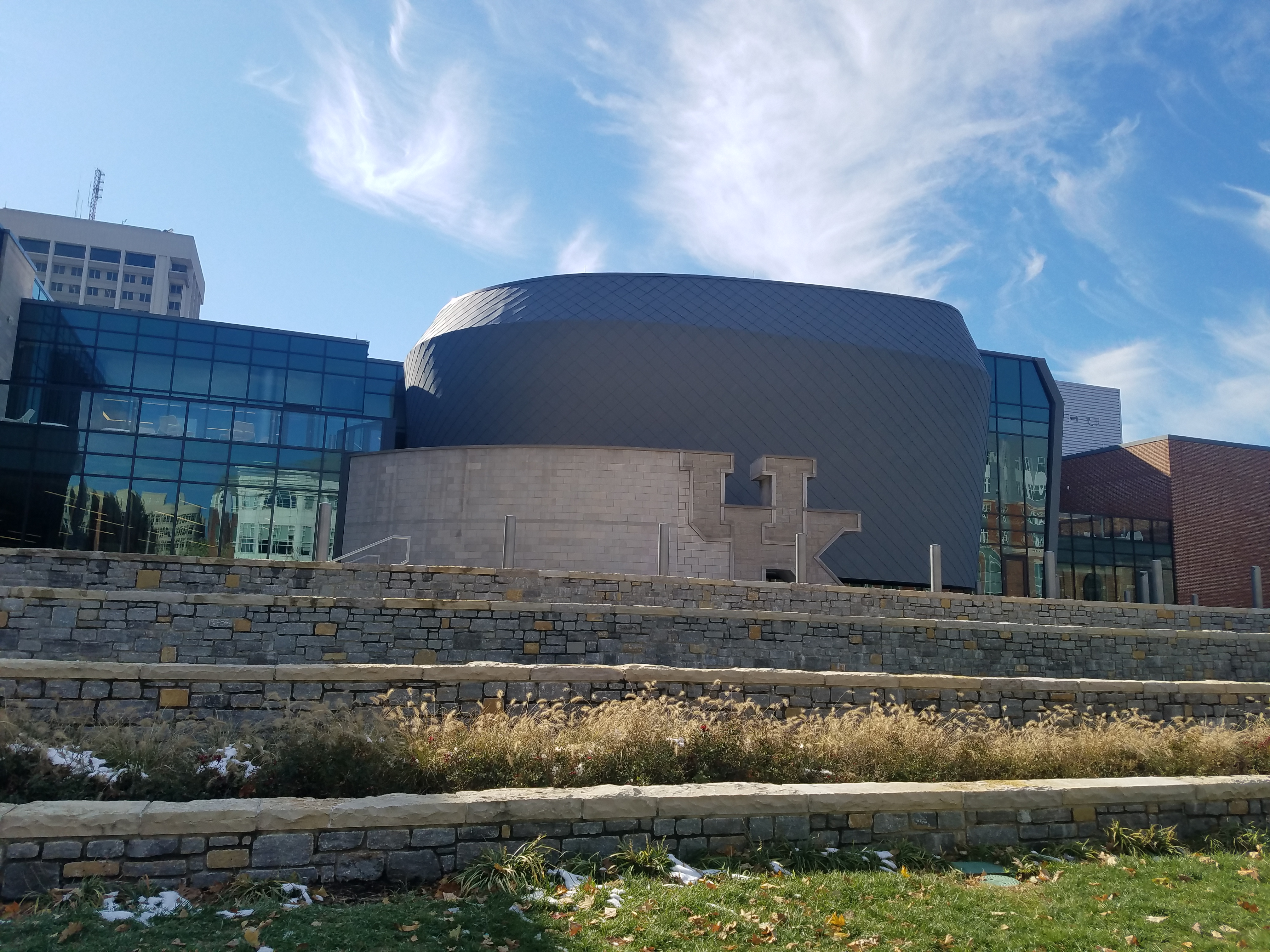